# Lake Amarillo
Lake Amarillo är en sjö i Australien. Den ligger i delstaten Western Australia, omkring 53 kilometer söder om delstatshuvudstaden Perth. 
Trakten runt Lake Amarillo består till största delen av jordbruksmark. Runt Lake Amarillo är det ganska tätbefolkat, med 104 invånare per kvadratkilometer. Genomsnittlig årsnederbörd är 1 018 millimeter. Den regnigaste månaden är maj, med i genomsnitt 176 mm nederbörd, och den torraste är februari, med 9 mm nederbörd.